# Oot & Aboot
Oot & Aboot is het vierde studioalbum van de Canadese punkband The Real McKenzies. Het album werd uitgegeven op 20 mei 2003 via Honest Don's Records, en is het tweede en laatste album dat de band via dit label heeft laten uitgeven. De daaropvolgende studioalbums werden uitgegeven via Fat Wreck Chords, de moederonderneming van Honest Don's Records. De promotiesingle "Droppin' Like Flies" werd in Europa op 20 mei 2003 via Honest Don's Records uitgegeven op cd. Voor dit nummer werd een live opgenomen videoclip gemaakt in juni 2017.

## Nummers
1. "'Cross the Ocean" - 2:56
2. "Droppin' Like Flies" - 1:58
3. "Ye Banks and Braes" - 2:24
4. "Get Lost" - 1:35
5. "Lest We Forget" - 2:26
6. "Heather Bells" - 2:19
7. "Dance Around the Whisky" - 1:03
8. "Oot & Aboot" - 2:26
9. "Shit Outta Luck" - 2:25
10. "Jennifer Que" - 2:06
11. "Drink the Way I Do" - 1:33
12. "The Night the Lights Went Out in Scotland" - 2:56
13. "Taylor Made" - 1:48